# Jardan
Jardan (cyr. Јардан) – wieś w Bośni i Hercegowinie, w Republice Serbskiej, w mieście Zvornik. W 2013 roku liczyła 563 mieszkańców.